# Кульчицкий, Александр Яковлевич
Алекса́ндр Я́ковлевич Кульчи́цкий (конец 1814 или начало 1815, Керчь — 7 [19] апреля 1845, Санкт-Петербург) — русский писатель, театральный критик, автор стихотворных переводов и подражаний.

## Биография
Окончил Императорский Харьковский университет (1837). Сотрудничал в харьковской печати. В 1836 издал в Харькове альманах «Надежда». Переводы и подражания Гёте и Гейне публиковались в «Отечественных записках».
С 1842 жил в Петербурге, являлся постоянным посетителем кружка Белинского. Близкий друг Белинского, для которого написал, под именем кандидата философии Ремезова, забавную брошюру: «Некоторые великие и полезные истины об игре в преферанс, заимствованные у разных древних и новейших писателей» (СПб. 1843)
Напечатал также, под псевдонимом Говорилин, юмористические произведения: «Дагерротип» и «Омнибус» («Литературная газета», 1845, № 25); «Необыкновенный поединок» («Отечественные записки», 1845, т. 39) и др.